# چم قبرستان (سلسله)
چم قبرستان روستایی از توابع بخش فیروزآباد شهرستان سلسله در استان لرستان ایران است. زبان مردم این روستا لری است. خان این روستا امیدبیگمی باشد. که متاسفانه حال به تازگی تصادف کرده

## جمعیت
این روستا در دهستان قلائی قرار دارد و بر اساس سرشماری مرکز آمار ایران در سال ۱۳۹۵، جمعیت آن ۱۰۷ نفر بوده که ۶۰ نفر مرد و ۴۷ نفر زن بوده اند. روستای چم قبرستان دارای ۲۵ خانوار می باشد.